# Џејмс Ирвин
Џејмс Бенсон "Џим" Ирвин (енгл. James Benson "Jim" Irwin; Питсбург, 17. март 1930 — Гленвуд Спрингс, 8. август 1991) био је амерички пилот, ваздухопловни инжењер, астронаут; осми човек на Месецу. Изабран је за астронаута 1966. године.
Пре него што је изабран за астронаута, летео је као борбени пилот у Америчком ратном ваздухопловству. Службовао је од 1951. Осим дужности борбеног пилота, био је и инструктор летења, што га је умало коштало живота 1961. године, када је имао несрећу са својим учеником, али је прошао без већих последица. Такође, успешно је завршио обуку за пробног пилота у елитној школи Ратног ваздухопловства САД у ваздухопловној бази Едвардс, Калифорнија, што му је помогло, уз формално образовање, да буде одабран у астронаутски корпус НАСА (три године пре селекције имао је неуспешну пријаву за трећу астронаутску групу).
У свемир је полетео једном, као пилот лунарног модула на мисији Аполо 15, 1971. године. Ирвин је захваљујући овом лету постао осми човек који је ходао Месецом и један од 24 који су имали ту прилику да путују на њега. У свемиру је провео 12 дана. Током боравка на Месецу, Ирвин и командант лета Дејвид Скот, обавили су значајна истраживања Месечевог тла и извели значајне научне експерименте, оставили су фигурицу Пали астронаут у знак сећања на колеге који су положили своје животе у име освајања космичких пространстава, а такође су и први људи који су возили лунарни ровер по Месецу. С обзиром на чињеницу да су неуморно радили три дана, Ирвиново срце је доживело значајне напоре. По повратку кући, стање му се погоршало, а срећа у несрећи је била та што се налазио у условима нулте гравитације и чистог кисеоника. Убрзо након лета доживео је први инфаркт. Пензионисао се крајем јула 1972. у чину пуковника. Током своје каријере у НАСА, Ирвин је био и резервни члан посаде на лету Аполо 12, као и помоћне посаде мисије Аполо 10.
Током каријере забележио је преко 7.015 часова лета, и више од 5.300 на млазњацима.
Још као дечак био је фасциниран Месецом и испричао је родитељима како ће ходати по њему. Средњу школу је завршио у Солт Лејк Ситију, Јута, 1947. године. Дипломирао је поморске науке на Морнаричкој академији САД у Анаполису, 1951. године. Магистрирао је ваздухопловну и инструментациону технику на Универзитету Мичиген 1957. Преминуо је 8. августа 1991. године од последица срчаног удара. Имао је 61 годину. Сахрањен је на Националном гробљу Арлингтон. Први је и најмлађи астронаут који је ходао по Месецу који је умро. Члан је неколико кућа славних и носилац бројних друштвених признања, цивилних и војних одликовања. Два пута се женио, а иза себе је оставио супругу и петоро деце.

## Походи на Арарат
Ирвин је 1972. године, након што се повукао из НАСА и Ратног ваздухопловства САД, основао фондацију High Flight Foundation. Истицао је да су га искуства из свемира више приближила Богу. Kao "Амбасадор добре воље у име Принца мира" све до своје смрти заступао је тезу да је "важније то што је Исус ходао Земљом него човек Месецом." Где год је путовао, Ирвин је носио са собом заставице које је делио лидерима држава са којима се сусретао. Заставице које је носио на Месец и које су биле сведочанство Исуса Христа. Више пута је водио експедиције на планину Арарат, у потрази за Нојевом барком.

## Инцидент са поштанским маркицама
Након мисије Аполо 15, дошло се до сазнања да су астронаути неовлашћено носили са собом на Месец 398 комеморативних поштанских маркица. Од укупног броја, њих 100 је продато једном немачком трговцу. Приходи од продаје требало је да оду у фонд за децу посаде лета. Мада није реч ни о чему незаконитом, и иако је НАСА раније умела да зажмури на једно око код оваквих случајева, овога пута је реакција била строга — нити један од астронаута са Апола 15 није поново полетео у свемир. Ирвин је, међутим, раније још саопштио да ће се пензионисати, тако да ова одлука челника НАСА није имала негативног ефекта по његову каријеру астронаута.

## Галерија
- Џим Ирвин (лево) и Џон Бул испитују одела, 1968. године
- Уочи полетања Апола 15, 1971. године
- Џим Ирвин током рада на Месецу, 1971. године
- На површини Месеца, Ирвин салутира, 1971. године
- Џим Ирвин након лета, 1971. године
- Гроб Џима Ирвина на Националном гробљу Арлингтон, 2015. година